# عین رحمه
عین رحمه (به عربی: عین الرحمة) یک شهرداری در الجزایر است که در استان غلیزان واقع شده‌است.